# Euphorbia rigida
Euphorbia rigida és una espècie de fanerògama de la família de les Euforbiàcies. És nativa del nord d'Àfrica, sud d'Europa, Turquia i l'Iran.

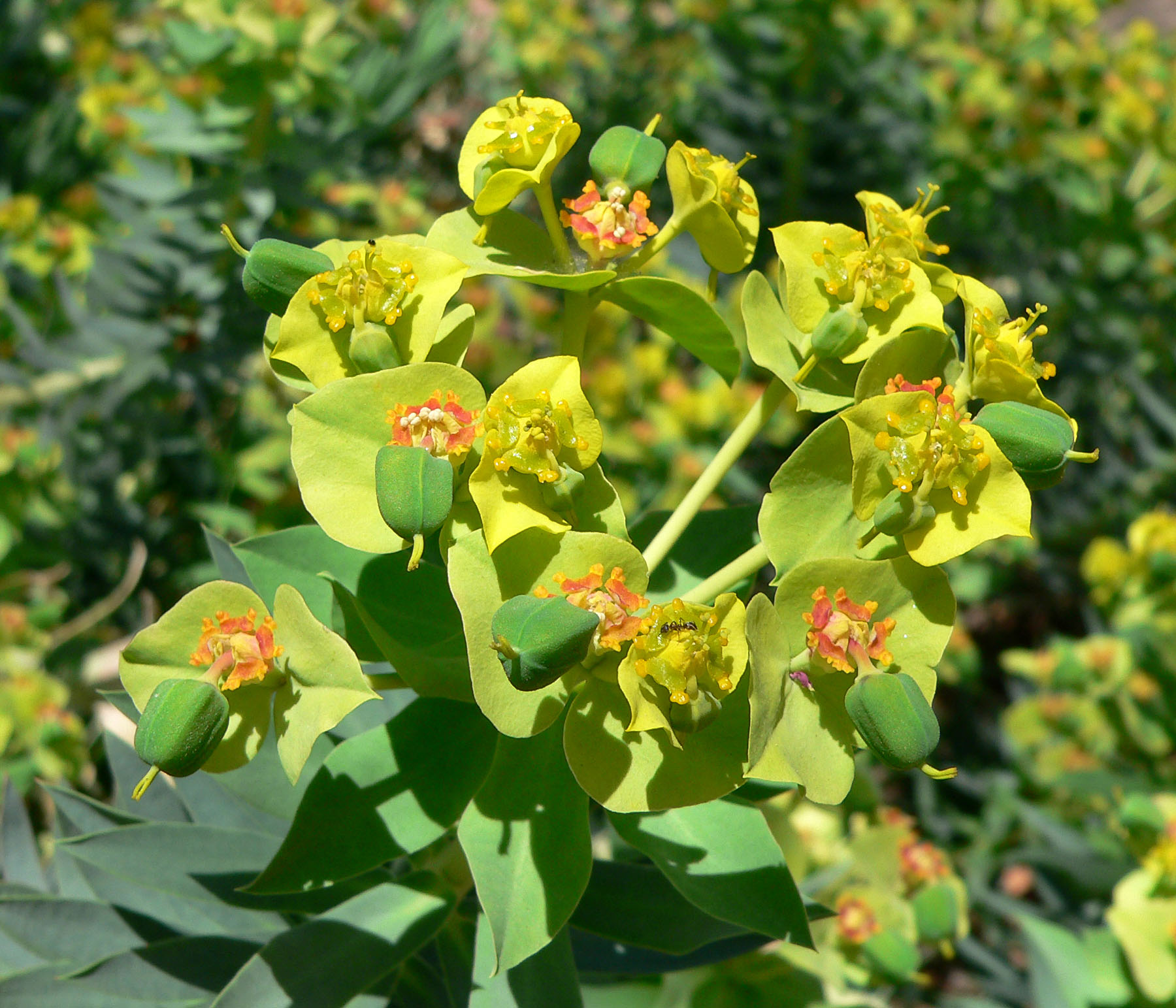
Detall de la flor en ciati.

Es tracta d'una planta suculenta arbustiva amb les inflorescències en ciatis. Els nord-americans i els britànics la solen utilitzar per a plantar als seus jardins. És una planta de floració de primavera. Les ferides de les plantes filtren una saba lletosa que pot causar la irritació de la pell.
S'han realitzat investigacions sobre l'ús d'Euphorbia rigida com a combustible bio. S'ha demostrat que produeixen 137 litres d'oli per hectàrea.

## Taxonomia
Euphorbia rigida va ser descrita per M.Bieb. i publicada a Flora Taurico-Caucasica 1: 375. 1808.

### Etimologia
- Euphorbia: nom genèric que deriva del metge grec del rei Juba II de Mauritània (52 a 50 aC - 23), Euphorbus, en el seu honor – o fent al·lusió al seu gran ventre – ja que usava mèdicament Euphorbia resinifera. El 1753 Linné va assignar el nom a tot el gènere.[6]
- rigida: epítet llatí que significa "rígida".[7]

### Sinonímia
- Tithymalus rigidus (M.Bieb.) Soják
- Tithymalus biglandulosus (Desf.) Haw.
- Galarhoeus rigidus (M.Bieb.) Haw.
- Euphorbia suffruticosa Forssk.
- Euphorbia rigida var. mauretanica
- Euphorbia pungens Banks & Sol.
- Euphorbia biglandulosa var. mauretanica
- Euphorbia biglandulosa Desf.
- Euphorbia phlomos Candargy[8]